# Alin Moldoveanu
Alin Moldoveanu (Focșani, 3 de maio de 1983) é um atirador olímpico romeno, campeão olímpico.

## Carreira
Alin Moldoveanu treinado por Sorin Babii, representou a Romênia em duas Olimpíadas, em 2008 e 2012, conquistou a medalha de ouro em 2012, no Rifle 10m.